# Cierva C.6
Le Cierva C.6 était le sixième autogire conçu par l'ingénieur espagnol Juan de la Cierva, et le premier à couvrir une distance « importante ».

## Histoire
Cierva, l'ingénieur responsable de l'invention de l'autogire, avait dépensé tout son argent pour la recherche et la création de ses cinq premiers prototypes. Par conséquent, en 1923, il se tourna vers le chef du laboratoire aérodynamique Cuatro Vientos, le commandant Emilio Herrera, qui parvint à persuader le général Francisco Echagüe, directeur du Département aéronautique de l'Aviation militaire, de prendre en charge la seconde étape du développement des autogires de La Cierva.
Après de nombreux essais en tunnel aérodynamique, l'Aviation militaire construisit un autogire Cierva C.6 à partir d'une cellule d'Avro 504K. Après une série de vols de tests, le 12 décembre 1924, cette machine effectua un saut de huit minutes de l'aérodrome Cuatro Vientos jusqu'à celui de Getafe, soit une distance de 10,5 km. Ce vol fut considéré comme un bond de géant pour les autogires de La Cierva.
En octobre 1925, le C.6 fut emmené en Angleterre et effectua une série de vols de démonstration au Royal Aircraft Establishment, à Farnborough. Ces vols se montrèrent si convaincants que le Ministère de l'Air britannique (en anglais : Air Ministry) décida de commander plusieurs autogires pour les faire tester par la Royal Air Force. Cette commande donna naissance à la Cierva Autogiro Company, Ltd., qui prit en charge la gestion des droits des inventions de La Cierva. La firme d'Alliott Verdon-Roe (A. V. Roe) fut choisie pour construire les C.6 britanniques. Ils furent alors produits sous licence par Avro, portant la désignation d'Avro 574.

## Caractéristiques
Le prototype C.6 fut doté d'ailerons montés sur deux petites ailes, ainsi que d'élévateurs et d'une gouverne de lacet. Ce système de contrôle sur trois axes était nécessaire, car le pilote n'avait qu'un contrôle limité sur le rotor principal. Seule l'hélice frontale était entraînée par un moteur, donc cet « avion » ne pouvait pas effectuer de vol stationnaire et le pilote pouvait en perdre le contrôle à basse vitesse. Le rotor principal, à quatre pales et doté d'articulations de battement, tournait librement : Plus l'autogire allait vite, plus le rotor tournait vite et plus la portance produite augmentait.
La propulsion horizontale était assurée par un moteur rotatif à 9 cylindres en étoile Le Rhône 9Ja (en) de 110 ch, entraînant une hélice bipale en bois et lui procurant une vitesse maximale de 100 km/h. Le rotor principal tournait en moyenne à 140 tr/min, uniquement entraîné par le vent relatif dû au déplacement horizontal de l'appareil.

## Héritage
Une réplique du Cierva C.6 fut construite pour être exposée dans le pavillon Murcia de l'exposition mondiale de Séville de 1992. Cette réplique peut désormais être vue au Museo del Aire, à Madrid, en Espagne.

## Caractéristiques
Caractéristiques générales
- Équipage : 1 ou 2 membres
- Longueur : 9 m
- Envergure : Diamètre rotor : 10 m
- Surface alaire : Disque rotor : 78,55 m2
- Masse maximale au décollage : 900 kg
- Moteur : 1   moteur à 9 cylindres en étoile refroidis par air Le Rhône 9Ja (en) de 110 ch (86 kW)

 Performances 
- Vitesse maximale : 100 km/h